# Nyhetsbyrå
Nyhetsbyrå är ett företag som förmedlar nyheter samt i flera fall även bilder till massmedierna (press, radio, TV). De första nyhetsbyråerna förmedlade företrädesvis nyheter om internationell ekonomi till företag. Världens äldsta nyhetsbyrå, Agence Havas, startade i Paris 1835 och använde sig från början av brevduvor. 

United Press nyhetsrum i New York 1922.

Nu verksamma större internationella nyhetsbyråer är:
- Agenzia Nazionale Stampa Associata (Rom, Italien)
- Agence France-Presse (Paris, Frankrike)
- Algemeen Nederlands Persbureau (Rijswijk, Nederländerna)
- Associated Press (New York, USA)
- Deutsche Presse-Agentur (Hamburg, Tyskland)
- TASS (Moskva, Ryssland)
- Interfax (Moskva, Ryssland)
- Kyodo News (Tokyo, Japan)
- Nya Kina (Peking, Kina)
- RIA Novosti (Moskva, Ryssland)
- Reuters (London, Storbritannien)
- Tidningarnas Telegrambyrå (Stockholm, Sverige)
- United Press International (Washington D.C., USA)
- Yonhap (Seoul, Syd-Korea)

## Svenska nyhetsbyråer
Den första svenska byrån, Svenska Telegrambyrån (SvT), grundades 1867. Samma år skapades Norsk Telegrambyrå. Bland övriga nordiska nyhetsbyråer märks Ritzau (Köpenhamn, grundad 1866), Finska Notisbyrån (Helsingfors, 1915) och Tidningarnas telegrambyrå (Stockholm, 1921). Bonnierägda nyhetsbyrån Nyhetsbyrån Direkt är den ledande svenska ekonominyhetstjänsten vid sidan av Reuters Svenska. Nyhetsbyrån Siren startade år 2001 och är specialiserad på myndighetsbevakning för nyhetsmedier. Rapidus nyhetstjänst grundades 1999 och är en nyhetsbyrå som uteslutande är inriktad mot att bevaka tillväxten i Öresundsregionen. Nytt från Öresund är en systerbyrå till Rapidus.
Nattbyrån är en nyhetsbyrå som startade vintern 2014. Företaget har riktat in sig på att publicera lokalnyheter på tidningars hemsidor nattetid. 
Bilnyhetsbyrån CNP - Car News & Pictures grundades 1996 av motorjournalisten Johannes Gardelöf och förser drygt 100 svenska tidningar med bil- och motormaterial.

## Källhänvisningar
1. ↑  ”Om Rapidus redaktion”. http://www.rapidus.se/?id=1386. Läst idag.
2. ↑  ”Arkiverade kopian”. Arkiverad från originalet den 14 juli 2014. https://web.archive.org/web/20140714164245/http://na.se/nyheter/orebro/1.2397003-na-kvar-pa-natten-tack-vare-nytt-bolag. Läst 3 juli 2014.
3. ↑  ”Riksmedia”. http://img.anpdm.com/CNP_AB/Riksmedia.jpg?cacheBust=1519929854043. Läst 25 februari 2018.
4. ↑  Auderis, Roxx. ”CNP – Car News & Pictures AB: Sveriges ledande bilnyhetsbyrå!”. cnpmedia.com. https://cnpmedia.com/. Läst 19 mars 2018.